# Lycoming O-435
Il Lycoming O-435 era un motore a 6 cilindri contrapposti, raffreddato ad aria, prodotto dall'azienda statunitense Lycoming Engines; realizzato sul finire degli anni trenta entrò in produzione a partire dal 1942.
Oltre che per la propulsione di aerei ed elicotteri, trovò impiego come propulsore del carro armato M22 Locust prodotto tra il 1943 ed il 1944.

## Storia del progetto
Il Lycoming O-435 venne sviluppato unitamente alla versione a 4 cilindri O-290. Si tratta di un motore a cilindri contrapposti, con alimentazione a carburatore e distribuzione ad aste e bilancieri.
La versione iniziale sviluppava la potenza di 180 hp (pari a 134 kW) a 2 700 rpm e poteva essere alimentata da avgas con un minimo di 80 ottani; venne realizzato in numerose versioni (sia per impieghi militari che civili).
Ne furono realizzate versioni dotate di turbocompressore (identificate con il prefisso T) o destinate al funzionamento in posizione verticale, per l'impiego su elicotteri (identificate con il prefisso V).

## Mezzi utilizzatori

### Aerei
Canada
- de Havilland Canada DHC-1 Chipmunk

 Finlandia
- Karhumäki Karhu

 Italia
- Macchi M.416
- Piaggio P.148
- Piaggio P.149

 Jugoslavia
- UTVA Aero 3

 Francia
- Boisavia Mercurey

 Paesi Bassi
- Fokker F.25
- Fokker S-11

 Regno Unito
- Miles Aerovan

 Spagna
- AISA I-115

 Svezia
- Saab 91 Safir

 Svizzera
- Pilatus P-4

 Stati Uniti
- Aero Commander 500
- Beechcraft Bonanza
- Bellanca 14-19 Cruisemaster
- Helio Courier
- Stinson L-5 Sentinel

### Elicotteri
Giappone
- Kawasaki KH-4

 Stati Uniti
- Bell 47
- Bell 207 Sioux Scout
- Bell H-13 Sioux
- Hiller OH-23 Raven

### Carri armati
Stati Uniti
- M22 Locust